# G-Sides
G-Sides es un álbum recopilatorio que contiene las canciones famosas de 2001 a 2002 en formato remix de la banda virtua Gorillaz, Lanzado al mercado el 26 de febrero de 2002. El álbum contiene 10 canciones, incluyendo las pistas adicionales de sus tres primeros sencillos y del EP Tomorrow Comes Today. La compilación se publicó originalmente solo en Japón en diciembre de 2001. La edición de los EE. UU. —con una lista de canciones ligeramente diferente—, salió a la venta en febrero de 2002. La versión europea, publicada en marzo de 2002, dispuso de la lista de canciones originales. La edición japonesa y estadounidense son diferentes porque las canciones "Dracula" y "Left Hand Suzuki Method" se incluyen en la edición estándar de Estados Unidos de Gorillaz como bonus tracks. El lanzamiento en Brasil incluyó todas las canciones de ambas versiones: la japonesa y la de EE. UU. Todas las versiones tienen la misma cubierta, con Noodle sosteniendo un muñeco de un esqueleto en la mano, a excepción de las versiones canadienses, japonesas, australianas, así como algunas versiones estadounidenses. que sostienen en brazos una figura de Godzilla. G-Sides alcanzó el puesto #65 en la lista de álbumes del Reino Unido y el #84 en la Billboard 200 en los EE. UU.

## Lista de canciones (de versiones especiales extranjeras)
Todas las canciones escritas y compuestas por Gorillaz. 
| Versión japonesa y del Reino Unido |                                            |                            |          |  |
| N.º                                | Título                                     | Lanzamiento original       | Duración |  |
| 1.                                 | «19-2000 (Soulchild Remix)»                | Lado B de «19-2000»        | 3:27     |  |
| 2.                                 | «Dracula»                                  | Lado B de «Clint Eastwood» | 4:44     |  |
| 3.                                 | «Rock the House (Radio Edit)»              | «Rock the House», sencillo | 3:00     |  |
| 4.                                 | «The Sounder (Edit)»                       | Lado B de «Rock the House» | 4:29     |  |
| 5.                                 | «Faust»                                    | Lado B de «Rock the House» | 3:47     |  |
| 6.                                 | «Clint Eastwood (Phi Life Cypher Version)» | Lado B de «Clint Eastwood» | 4:54     |  |
| 7.                                 | «Ghost Train»                              | Lado B de «Rock the House» | 3:56     |  |
| 8.                                 | «Hip Albatross»                            | Lado B de «19-2000»        | 2:44     |  |
| 9.                                 | «Left Hand Suzuki Method»                  | Lado B de «19-2000»        | 3:08     |  |
| 10.                                | «12D3»                                     | Tomorrow Comes Today EP    | 3:25     |  |
| 11.                                | «Clint Eastwood» (Video)                   |                            | 4:34     |  |
| 12.                                | «Rock the House» (Video)                   |                            | 3:40     |  |

| Versión de Estados Unidos |                                                |                            |          |  |
| N.º                       | Título                                         | Lanzamiento original       | Duración |  |
| 1.                        | «19-2000 (Soulchild Remix)»                    | Lado B de «19-2000»        | 3:27     |  |
| 2.                        | «Latin Simone» (Versión inglesa)               | Tomorrow Comes Today EP    | 3:38     |  |
| 3.                        | «19-2000 (The Wiseguys House of Wisdom Remix)» | Lado B de «19-2000»        | 7:13     |  |
| 4.                        | «The Sounder (Edit)»                           | Lado B de «Rock the House» | 4:29     |  |
| 5.                        | «Faust»                                        | Lado B de «Rock the House» | 3:47     |  |
| 6.                        | «Clint Eastwood (Phi Life Cypher Version)»     | Lado B de «Clint Eastwood» | 4:54     |  |
| 7.                        | «Ghost Train»                                  | Lado B de «Rock the House» | 3:56     |  |
| 8.                        | «Hip Albatross»                                | Lado B de «19-2000»        | 2:44     |  |
| 9.                        | «12D3»                                         | Tomorrow Comes Today EP    | 3:25     |  |

| Versión brasileña |                                                |                            |          |  |
| N.º               | Título                                         | Lanzamiento original       | Duración |  |
| 1.                | «19-2000 (Soulchild Remix)»                    | Lado B de «19-2000»        | 3:27     |  |
| 2.                | «Latin Simone» (Versión inglesa)               | Tomorrow Comes Today EP    | 3:38     |  |
| 3.                | «19-2000 (The Wiseguys House of Wisdom Remix)» | Lado B de «19-2000»        | 7:13     |  |
| 4.                | «The Sounder (Edit)»                           | Lado B de «Rock the House» | 4:29     |  |
| 5.                | «Faust»                                        | Lado B de «Rock the House» | 3:47     |  |
| 6.                | «Clint Eastwood (Phi Life Cypher Version)»     | Lado B de «Clint Eastwood» | 4:54     |  |
| 7.                | «Ghost Train»                                  | Lado B de «Rock the House» | 3:56     |  |
| 8.                | «Hip Albatross»                                | Lado B de «19-2000»        | 2:44     |  |
| 9.                | «12D3»                                         | Tomorrow Comes Today EP    | 3:25     |  |
| 10.               | «Dracula»                                      | Lado B de «Clint Eastwood» | 4:44     |  |
| 11.               | «Rock the House (Radio Edit)»                  | «Rock the House», sencillo | 3:00     |  |
| 12.               | «Left Hand Suzuki Method»                      | Lado B de «19-2000»        | 3:08     |  |
| 13.               | «Clint Eastwood» (Video)                       |                            | 4:34     |  |
| 14.               | «Rock the House» (Video)                       |                            | 3:40     |  |
| 15.               | «19-2000 (Soulchild Remix)» (Video)            |                            | 3:27     |  |
| 16.               | «Noodle Fight» (Juego)                         |                            | 30:00    |  |
| 90'06 (1:30'06)   |                                                |                            |          |  |